# エチカの鏡〜ココロにキクTV〜
『エチカの鏡〜ココロにキクTV〜』（エチカのかがみ ココロにキクてれび）は、フジテレビ系列で2008年10月19日から2010年9月19日まで毎週日曜日 21:00 - 21:54（JST）に放送されていた情報バラエティ番組。ステレオ放送、字幕放送、ハイビジョン制作を実施。花王の単独スポンサー番組。

## 概要
2007年4月15日から2008年9月14日まで放送がされていたTOKIO司会のバラエティ・トーク番組『メントレG』の後番組として2008年10月19日より本番組が放送開始された。
タモリが2005年10月11日から2008年9月9日までの3年間、主宰者を務めていた冠番組である、同局の教養バラエティ番組『タモリのジャポニカロゴス』が放送終了し、2008年秋改編時期にタモリが本番組のメイン司会を担当することが決定した。
2010年9月19日放送分を以って最終回を迎えて、約2年の放送の歴史に幕を下ろした。
スタッフの一部は、同年10月から、『JAPANロッケフェスティバル』を担当していた。

### 番組タイトルの意味
番組タイトル名の意味（由来）は、17世紀のオランダの哲学者であるスピノザの主著『エチカ』に由来する。
『“エチカ”』 = ラテン語で『倫理』という『人の生きる道』・『人の生き方』の意味であり、英語の「ethics」の原語である。『“鏡”』 = 「自分の心を映しだす鏡」の意味を示す。「生きて行く為のヒントが膨大に詰まった自分を見つめ直すためのお話」である。翌日は月曜日という週の始めで心を新たにして、1週間を頑張ろうという気にさせる応援番組である。『“〜ココロにキクTV〜”』 = 「もう一度自分の心に聞いて見る番組を目指したい」といった意味。通称は『エチカ』『エチカの鏡』。番組のキャッチコピーは「果たして、この男（タモリ）は泣くのだろうか。」
新聞などの番組表では、1行あたりの文字数（10文字程度）の都合により「エチカの鏡」と後の「〜ココロにキクTV〜」が省略されることが多かった。

### オープニング話
当初のオープニングでは、タモリが1人（1ショット）で「エチカとは、自分を見つめ直すためのお話。時に私たちが生きていくためのヒントにもなります。そんなエチカをお送りする番組です。」と必ず言い、お話（トーク）を展開していた。その後、背後の扉が開き、ゲスト4組程度が立って、タモリがスタジオへ歩いて来るのを拍手で出迎えていた。
だが、オープニング話は番組初回放送分から2009年2月1日放送分までであり、各業界で見つめ直してほしい『エチカ』（生き方）をタモリが独自に紹介していた。
2009年2月8日放送分から12月6日放送分までは、ミニコーナーとして『三行エチカ 〜これが私の生きる道〜』が開始されたために、タモリと高島、スタジオゲスト4〜5名（近年では4名に固定）が座った定位置、高島は番組進行位置より番組が開始されるようになった。

## 内容
司会者であるタモリを番組の軸に据え、世界中から集めた名もなき視聴者や一般人のささやかな話（物語）や有名な話まで全人類の感動的な話を紹介。人それぞれの『エチカ』（生き方）ここでは、『生きていく為にヒントがたくさん詰まった自分を見つめ直すお話』の感動的な物語（お話）を1〜2話（番組開始当初は2〜3話）を番組独自に着取材し、スタジオにてVTR形式で紹介する。
そして、タモリを始めとする約4名（番組開始当初は5名、終盤には4〜10名）の各方面で活躍している俳優、女優、芸人（コンビの場合はピンで1名が出演）、スポーツ選手、各分野の専門家などさまざまな分野の豪華ゲスト陣を迎えて、番組独自により密着取材したVTRを見た後に重みのある感想や言葉などトークを繰り広げるというのが番組のコンセプトである。
密着取材をしているVTRが流れている時には画面左上にワイプ画面としてタモリを始めとするゲスト出演者、高島アナウンサーの顔が映し出されている。
番組内容を『○○スペシャル』と題して、過去に「黒部の太陽スペシャル」や「超英才教育スペシャル」、「障害を乗り越えた純愛スペシャル」などを番組内で取り上げた。
番組後半では、2009年2月8日放送分から12月6日放送分まではミニコーナーとして『三行エチカ 〜これが私の生きる道〜』が放送されていた。
番組が取り上げるテーマ（題材）であるエチカ（生き方）としては、
- 人間
- 人生（生涯）

- 英才教育法
- 脳科学

- 恋愛
- 生命

- 夫婦
- 専業主婦

- 男性・女性
- 親子の絆

- 成功術
- 健康法

- 美容法
- 老後の楽しみ方

などがあった。

### 俳優・女優陣の起用
初回放送分から2009年1月18日放送分までは、男性（俳優）・女性（女優）タレントが、世界中から集めた『エチカ』（生き方）など感動的な話（物語）を、各1話ずつ1名がリポーター（ナビゲーター）となって自ら取材し、そのVTRのナレーションも含めてVTR形式にてスタジオで紹介していた。
2009年1月25日放送分からはリポーター（ナビゲーター）制度を廃止し、番組全体のナレーションを槇大輔が担当して放送していた。
VTRの後にはその物語に関することを街角で男・女各50人、合計100人にアンケートし、その集計を紹介した。各エピソードでは一曲の1970〜1980年代の楽曲がそれぞれのテーマソングとして使われ、番組をドラマチックに盛り上げる演出となっていた。楽曲の一覧は番組公式ホームページで紹介されていた。

### 本日のハテナ
毎週、ある『エチカ』（生き方）について視聴者からはがきやメールで送られてきた『ハテナ』（疑問や質問など）を当番組が密着取材・徹底調査し、当番組のスタッフがある人物に対してインタビューして、疑問や質問に答えてもらうコーナー。2010年2月7日放送分から開始。

## 出演者

### 司会
- タモリ

ゲスト陣（4組）と共にVTRを観た後にトークを展開。

### 進行
- 高島彩（当時：フジテレビアナウンサー）

オープニングとエンディング時の提供読みのナレーションも担当。

### ゲスト

#### 準レギュラー
2席（大物女優席）
- 和田アキ子
- 大地真央

- 榊原郁恵
- 泉ピン子

- 高畑淳子
- 草刈民代

- 森公美子
- 久本雅美

- 柴田理恵

3席（中堅芸人席）
- 勝俣州和
- 石塚英彦（ホンジャマカ）
- 田村淳（ロンドンブーツ1号2号）

- ゴリ（ガレッジセール）
- ヒデ（ペナルティ）
- ケンドーコバヤシ

- 天野ひろゆき（キャイ〜ン）
- 陣内智則
- 土田晃之

- 原西孝幸（FUJIWARA）
- 岩尾望（フットボールアワー）

4席（若手〜中堅女優・タレント席）
- 優香
- 渡辺満里奈

- 西川史子
- つるの剛士

- はしのえみ
- 東原亜希

- 堀ちえみ
- 高嶋ちさ子

- 道重さゆみ

5席（大物俳優・各分野の専門家席）
- 茂木健一郎[5]
- 石田衣良

- 森永卓郎
- 荒俣宏

- 高橋ジョージ
- 内藤剛志

### スペシャルゲスト
※ 不定期でスペシャルゲストとして登場する
- 久保田カヨ子 - 育児革命!脳科学おばあちゃん 『言いたい事はようけある!』
- 久保田競 - 同上。久保田カヨ子の夫で、京都大学名誉教授。医学博士・生理学者
- 横峯吉文 - スーパー園児を育てる男 驚きの保育園
- 平林都 - 伝説の女講師

### 主な座席順
※ 司会者であるタモリ、番組進行役である高島アナウンサーの2人以外のゲストは順不同の座席順である。

#### 通常（ゲスト4名固定の場合）
| 5席 大物俳優 及び 専門家 | 4席 若手/中堅女優・ タレント | 3席 中堅芸人 | 2席 大物女優 | 1席 タモリ | 進行席 高島アナ |

#### ゲスト多数（通常ゲスト4名以上の場合）
| 8席 若手/中堅女優・ タレント | 7席 中堅芸人 | 6席 中堅芸人 |
| 5席 大物俳優 及び 専門家 | 4席 若手/中堅女優・ タレント | 3席 中堅芸人 | 2席 大物女優 | 1席 タモリ | 進行席 高島アナ |

#### 補足
- 稀に芸人席に他の分野の出演者が配置され、芸人枠なしで放送される場合があった。
- 通常はゲストは4名で固定されていたが、度々ゲストの数が3〜5名に増える場合があった。

### ナビゲーター（リポーター）
※ VTRのナレーションも含めて、初回放送分から2009年1月18日放送分まで。表示は登場順に記載。
（出演順・俳優と女優の混合）
- 貫地谷しほり
- 斉藤由貴
- 内山理名
- 綾瀬はるか
- 菊池桃子

- 香椎由宇
- 羽田美智子
- 深田恭子
- 松原千明
- 山本裕典

- 飯島直子
- 岡本玲
- 野波麻帆
- 片瀬那奈
- 佐田真由美

- 谷村美月
- 中越典子
- 野久保直樹
- 大後寿々花
- 石原さとみ

- 星野真里
- 酒井美紀
- 市毛良枝
- 酒井若菜
- 溝端淳平

- 奥貫薫
- 福田沙紀
- 浅見れいな
- 水野真紀
- 本仮屋ユイカ

- 小池栄子
- 黒川智花
- 長谷部瞳

### リポーター
- 長谷川豊（当時：フジテレビアナウンサー、2010年1月24日放送分）

### ナレーター
- 槇大輔（2008年12月7日放送分 - 番組全体を最終回まで担当）
- 佐藤アサト（2008年11月30日放送分のみ）
- 柳沢真由美（2009年1月25日・2月1日放送分のみ。同じ曜日に放送されている『新堂本兄弟』も担当している。）
- 城ヶ崎祐子（2009年2月8日放送分のみ）
- 松元真一郎（フジテレビアナウンサー、2009年2月8日 - 同年12月6日「三行エチカ 〜これが私の生きる道〜」のナレーション担当で不定期担当）
- 高橋真麻（同上）
- 牧原俊幸（同上、2010年6月20日放送分のみ）

## 主なミニコーナー

### 三行エチカ 〜これが私の生きる道〜
心に秘めた可笑しくも哀しい生き方のルール、他人には言うまでもない心に秘めた自分なりの生き方である（エチカ）を3行の文章に凝縮した己の生き方『自分なりのエチカ（生き方）』を視聴者に番組公式ホームページや番組宛てにはがきで投稿してもらい、そのVTRを見てタモリを始めとするその日の4〜5人のゲストと円形席に座り、『わかる』 or 『わからない』で判定し「三行エチカ」について討論する番組後半のコーナー。視聴者の投稿により『三行エチカ』が採用されると、明日へのテンションが上がる「照明内蔵型エチカの手鏡」が投稿者にプレゼントされる。通称は「三行エチカ」。
VTRの後にはその「3行エチカ」に関することを街角で男性・女性各50人、合計100人にアンケートの集計結果を紹介する。進行は同じく、高島彩アナウンサー。2009年2月8日放送分からミニコーナー開始。放送されない週もあり不定期で放送されていた。2009年12月6日放送分を最後に以降は放送されていなかった。だが、当番組の専用ホームページでは募集を引き続き行っていた。

## 番組で良く取り上げられていた代表的な“エチカ”

### 育児革命!脳科学おばあちゃん 久保田カヨ子の『言いたい事はようけある!』
これまで過去3回に渡り『超英才教育スペシャル!』と題して子育て・育児方法などを紹介した結果、大反響を呼び、子育て方法・育児の悩みなど解決方法について、全国の視聴者から寄せられた質問（久保田の要望により、直筆のもののみ受け付けていた）に熱心に解答してくれる脳科学おばあちゃんである久保田カヨ子の育児相談コーナーの模様を番組独自に密着取材をする。久保田自身が出向いて育児相談に乗ることもあった。
久保田には2人の息子がおり、長男は独学で一級建築士に、次男は京都大学出身である。夫は京都大学名誉教授である久保田競。不定期で放送されていた。以前のタイトルは『脳科学おばあちゃん 久保田カヨ子の育児相談室』であった。

### スーパー園児を育てる男 横峯吉文の驚きの保育園『ヨコミネ教育法』
鹿児島県志布志市にある伊崎田保育園の園長である横峯吉文はスーパー園児&小学生の子供達を育て、弟は、民主党参議院議員の横峯良郎であり、横峯さくらの伯父でもあり、通山保育園・伊崎田保育園・たちばな保育園・スマイル教室・東京都世田谷区桜新町に2018年から小規模幼稚園を新設（キッズアカデミー桜新町校）の施設5か所で全国に400カ所以上フランチャイズ展開を行っている。鹿児島駅志布志市の保育園の側には、学童保育を行う施設がある保育園では、園児達に独自の「ヨコミネ式教育法」（勉強・運動・生活内容）などを番組独自に紹介する。不定期で放送されていた。
横峯が考案した子供をやる気にさせる4つのスイッチは、（1）競争をしたがる、（2）マネしたがる、（3）ちょっとだけ難しいことをやりたがる、（4）認められたがる、である。

### 伝説の女講師 平林都が行く
病院・銀行・飲食店・美容院・自動車販売店などへ自ら出向き、研修を担当。現在では年間で300件以上の研修をこなし、企業の業績を100%UPさせる接遇術を腕に持つマナー講師である平林都が、直接研修場所へ出向き、研修や接客など指導する模様を番組独自に密着取材をする（この放送が、きっかけで平林都が一躍有名著名人になる）。
厳しいスパルタ指導をする。受講者に少しのミスでもあれば、関西弁で叱責し怒声を浴びせるのが特徴である。不定期で放送されていた。

### 体重103キロの恋愛カウンセラー 〜女性の魅力は見た目じゃない〜
体重103キロの恋愛カウンセラーである羽林由鶴がモテない・結婚できないといった恋愛について女性相談者が男性に愛されるためのアドバイスについて羽林が紹介する。不定期で放送されていた。

### 人生を変える本屋さん 〜お客の悩みを解決するソムリエ〜
人生を変える本屋さんの店主で「読書のすすめ」を経営する清水克衛（本のソムリエ）がら来客者の仕事・勉学・恋愛・育児といったさまざまな悩みを抱える人に対してその人にあった本を紹介する。不定期で放送されていた。

## 番組テーマ曲・主題歌

### オープニングテーマ曲
- 2008年10月19日 - 2009年9月20日

S.E.N.S.「The Key」 『Sound. Earth. Nature. Spirit.〜vol.SPIRIT』収録曲
- 2009年10月11日 - 2010年9月19日

作曲：内田悟

### オープニング話BGM
- 2008年10月19日 - 2009年2月1日

「Pure Imagination」（インストゥルメンタル） 『夢のチョコレート工場』挿入歌

### エンディングテーマ曲
- 2008年10月19日 - 2009年9月20日

S.E.N.S.「The Key」 『Sound. Earth. Nature. Spirit.〜vol.SPIRIT』収録曲
- 2009年10月11日 - 2010年5月16日

阿部真央「いつの日も」 2枚目のアルバム『ポっぷ』にも収録されている。
- 2010年5月23日 - 2010年9月19日

作曲：内田悟

### 使用曲
- レミオロメン「3月9日」

当番組エンディング部分にて『エチカの鏡 Presents ヨコミネ式教育白書 〜すべての子どもは天才である〜』（2010年8月18日、前・後編（2巻）DVD）の発売・プレゼント予告で楽曲を使用。

## ネット局と放送時間
| 放送対象地域   | 放送局                                                      | 系列                            | 放送曜日・時間     | 遅れ       |
| -------------- | ----------------------------------------------------------- | ------------------------------- | ------------------ | ---------- |
| 関東広域圏     | フジテレビ（CX） （『エチカの鏡〜ココロにキクTV〜』製作局） | フジテレビ系列                  | 日曜 21:00 - 21:54 | 同時ネット |
| 北海道         | 北海道文化放送（UHB）                                       | フジテレビ系列                  | 日曜 21:00 - 21:54 | 同時ネット |
| 岩手県         | 岩手めんこいテレビ（MIT）                                   | フジテレビ系列                  | 日曜 21:00 - 21:54 | 同時ネット |
| 宮城県         | 仙台放送（OX）                                              | フジテレビ系列                  | 日曜 21:00 - 21:54 | 同時ネット |
| 秋田県         | 秋田テレビ（AKT）                                           | フジテレビ系列                  | 日曜 21:00 - 21:54 | 同時ネット |
| 山形県         | さくらんぼテレビ（SAY）                                     | フジテレビ系列                  | 日曜 21:00 - 21:54 | 同時ネット |
| 福島県         | 福島テレビ（FTV）                                           | フジテレビ系列                  | 日曜 21:00 - 21:54 | 同時ネット |
| 新潟県         | 新潟総合テレビ（NST）                                       | フジテレビ系列                  | 日曜 21:00 - 21:54 | 同時ネット |
| 長野県         | 長野放送（NBS）                                             | フジテレビ系列                  | 日曜 21:00 - 21:54 | 同時ネット |
| 静岡県         | テレビ静岡（SUT）                                           | フジテレビ系列                  | 日曜 21:00 - 21:54 | 同時ネット |
| 富山県         | 富山テレビ（BBT）                                           | フジテレビ系列                  | 日曜 21:00 - 21:54 | 同時ネット |
| 石川県         | 石川テレビ（ITC）                                           | フジテレビ系列                  | 日曜 21:00 - 21:54 | 同時ネット |
| 福井県         | 福井テレビ（FTB）                                           | フジテレビ系列                  | 日曜 21:00 - 21:54 | 同時ネット |
| 中京広域圏     | 東海テレビ（THK）                                           | フジテレビ系列                  | 日曜 21:00 - 21:54 | 同時ネット |
| 近畿広域圏     | 関西テレビ（KTV）                                           | フジテレビ系列                  | 日曜 21:00 - 21:54 | 同時ネット |
| 島根県・鳥取県 | 山陰中央テレビ（TSK）                                       | フジテレビ系列                  | 日曜 21:00 - 21:54 | 同時ネット |
| 岡山県・香川県 | 岡山放送（OHK）                                             | フジテレビ系列                  | 日曜 21:00 - 21:54 | 同時ネット |
| 広島県         | テレビ新広島（TSS）                                         | フジテレビ系列                  | 日曜 21:00 - 21:54 | 同時ネット |
| 愛媛県         | テレビ愛媛（EBC）                                           | フジテレビ系列                  | 日曜 21:00 - 21:54 | 同時ネット |
| 高知県         | 高知さんさんテレビ（KSS）                                   | フジテレビ系列                  | 日曜 21:00 - 21:54 | 同時ネット |
| 福岡県         | テレビ西日本（TNC）                                         | フジテレビ系列                  | 日曜 21:00 - 21:54 | 同時ネット |
| 佐賀県         | サガテレビ（STS）                                           | フジテレビ系列                  | 日曜 21:00 - 21:54 | 同時ネット |
| 長崎県         | テレビ長崎（KTN）                                           | フジテレビ系列                  | 日曜 21:00 - 21:54 | 同時ネット |
| 熊本県         | テレビくまもと（TKU）                                       | フジテレビ系列                  | 日曜 21:00 - 21:54 | 同時ネット |
| 鹿児島県       | 鹿児島テレビ（KTS）                                         | フジテレビ系列                  | 日曜 21:00 - 21:54 | 同時ネット |
| 沖縄県         | 沖縄テレビ（OTV）                                           | フジテレビ系列                  | 日曜 21:00 - 21:54 | 同時ネット |
| 大分県         | テレビ大分（TOS）                                           | フジテレビ系列 / 日本テレビ系列 | 水曜 14:05 - 15:00 | 3日遅れ    |

日本テレビ系列・テレビ朝日系列とのクロスネット局であるテレビ宮崎は非ネット。（本来の時間にはテレビ大分と同様、『行列のできる法律相談所』を放送。）

## 特別番組
| 放送年                                                                                  | 放送日   | 放送時間         | 番組タイトル                                            | 放送内容 |
| --------------------------------------------------------------------------------------- | -------- | ---------------- | ------------------------------------------------------- | --- |
| 2008年                                                                                  | 10月19日 | 21:00 - 22:24    | エチカの鏡〜ココロにキクTV〜 初回30分拡大SP             | - タモリのオープニング話の後、4つのエチカ（生き方）を紹介。 - エンディングでは、「今夜の反省」としてタモリが謝っていた。 |
| 2009年                                                                                  | 1月11日  | 16:00 - 17:25 ※1 | エチカの鏡〜ココロにキクTV〜 直前SP                     | - 過去の放送内容から好評だったエピソード（物語）を傑作選で紹介。 |
| 2009年                                                                                  | 5月10日  | 16:00 - 17:25 ※1 | エチカの鏡〜ココロにキクTV〜 大反響!見逃したアナタにSP  | - 過去の放送内容から好評だったエピソード（物語）を傑作選で紹介。 |
| 2009年                                                                                  | 10月11日 | 16:00 - 17:25 ※1 | エチカの鏡〜ココロにキクTV〜 ウワサの3人徹底分析SP      | - この日のスペシャル放送直前の完全予習ガイドとしてスペシャル放送で取り上げる。 - 「育児革命!脳科学おばあちゃん 久保田カヨ子」「スーパー園児を育てる男 横峯吉文」「伝説の女講師 平林都」計3名の過去の放送内容から好評だったエピソード（物語）などスペシャルの内容などを紹介。 |
| 2009年                                                                                  | 10月11日 | 21:00 - 22:24    | エチカの鏡〜ココロにキクTV〜 ニッポンの子育て一刀両断SP | - 「育児革命!脳科学おばあちゃん 久保田カヨ子」「スーパー園児を育てる男 横峯吉文」「伝説の女講師 平林都」の3人がスペシャルゲストとしてスタジオに登場し、タモリと初めて対面した。                                                                                              |
| ※ 1. 関東・福岡地区のみ放送『日曜スペシャル』枠内。 ※ 2.上記の放送時間はすべて（JST）。 |          |                  |                                                         | |

## スタッフ
- チーフプロデューサー：宮道治朗（フジテレビ）
- プロデューサー：藤沼聡（フジテレビ）、朝倉千代子（アルファ・グリッド）
- 総合演出：塩谷亮（フジテレビ）
- 演出：石川陽（ネクステップ）、武島義之
- ディレクター：蜜谷浩弥・加藤智章（フジテレビ）
- 構成：海老克哉
- 監修：杉本達（以前は総合演出）
- 編成：小松純也・濱潤（フジテレビ）
- 技術協力：ニユーテレス、FLT、IMAGICA、SDTエンタープライズ
- 制作協力：田辺エージェンシー
- 制作：フジテレビバラエティ制作センター
- 制作著作：フジテレビ

## 備考

### 番組関連
- 番組タイトル名ロゴ、出演者のネームテロップ、エンドロール、番組テーマ曲（オープニング・エンディング曲）がS.E.N.S.「The Key」『Sound. Earth. Nature. Spirit.〜vol.SPIRIT』収録曲（2008年10月19日 - 2009年9月20日番組使用曲） → 阿部真央「いつの日も」（2009年10月11日 - 2010年5月16日）などが、2009年10月11日放送分の90分スペシャル放送分から色使いを取り入れ一新された。
- 2009年10月11日放送分より番組タイトル名の『エチカの鏡 〜ココロにキクTV〜』の『〜 〜』の部分が無くなった。
- 番組放送開始当初からは画面上の字幕が白色だったが、2009年2月1日放送分から赤、青色などの色を取り入れ強調された。また、出演者の喋ったテロップも出るようになった。
- ロケ部分のカメラや音声など技術提供は静岡県にある制作会社・SDTエンタープライズ（NNS系列の静岡第一テレビ子会社）が請け負っていた。
- 後半では、「○○SP」などとエピソード（物語）の題材を強調していた。
- 2010年3月7日放送分にて「あなたに似合う色 パーソナルカラーの見分け方」のエチカ（生き方）の特集について、「サマー」と「オータム」を逆にテロップ表記していたことが当番組専用ホームページにてお詫びがあった。正しくはサマーは、薄いブルーやグレーなどの淡い色であり、オータムは、カーキや茶色といったアースカラーとなる。このお知らせは当番組専用ホームページのみ掲載されており、地上波でのお詫びは放送されていない。

### エピソード
- 番組進行役の高島アナウンサーが当番組のプロデュース喫茶店（カフェ）の「エチカカフェ」の一日店長に2009年1月8日のみ就任した。「ココロにキクカフェ"エチカ カフェ"」（ETHICA CAFE）が、フジテレビ社屋1Fのシアターモール内に、2008年12月頃から2009年1月18日まで期間限定でオープンされていた[6]。

### 地上デジタル放送
- 2011年7月24日に地上アナログ放送が停波するのに伴い、2010年7月5日から地上デジタル放送への完全移行を前提に、アナログ放送の全番組が画角16:9のレターボックス放送に移行するため、本番組もアナログ放送では2010年7月18日よりレターボックスで放送された。

### 放送時間の変遷
- 番組初回の放送は、21:00 - 22:24（JST）までの30分拡大の90分スペシャル版で放送された。その後はスペシャル版では1度も放送されていなかったが、番組放送開始1年目で2回目のスペシャル放送が2009年10月11日放送分に21:00 - 22:24（JST）までの30分拡大の90分スペシャル版で放送された。
- また、この番組の前番組の放送時間によっては、21:30 - 22:24（JST）の放送になる場合がある。
- 2010年2月14日放送分は前番組の『東アジアサッカー選手権』の繰り下げによって、21:25 - 22:19（JST）の放送。
- 2010年9月12日放送分は前番組の『柔道世界選手権 2010 東京』の繰り下げによって、21:30 - 22:24（JST）の放送予定であったが、前番組の『柔道世界選手権 2010 東京』が10分繰り下げされた影響により、21:40 - 22:34（JST）の放送となった。

### 特別編成
- 2010年2月28日、当日に起こったチリ大地震による日本列島に大津波警報が発表されたために、日本地図が画面右下に当番組放送終了時間まで表示されていた。

### 特別番組による放送休止
- 2009年8月30日は、第45回衆議院議員総選挙の選挙特別番組が放送されるために放送休止。
- 2010年3月28日は、『世界フィギュアスケート選手権2010女子フリー』が放送がされるために放送休止。
- 2010年7月11日は、第22回参議院議員通常選挙の選挙特別番組が放送されるために放送休止。

### 視聴率
- 放送開始当初は6%前後、2008年11月23日放送分では4.7%を記録した。
- しかし、2009年春頃から徐々に二桁を記録するようになりほぼ10%前後を推移していた。
- 2009年5月31日放送分では、過去最高の16.6%を記録した（視聴率は関東地区・ビデオリサーチ社調べ）。

### スポンサー
- この番組は花王の単独スポンサーであり、同枠では2007年1月に発覚した捏造問題により打ち切られた関西テレビ制作・フジテレビ系列の情報番組『発掘!あるある大事典II』以来、1年8ヶ月ぶりに復帰した。
- 花王のロゴ表記が若竹色のカラーテロップで表示され、「花王」 → 「kao」の表示に変更された[7]。スペシャル放送版で時間拡大された場合も以前の『発掘!あるある大事典・II』のように他のスポンサーはつかず、番組放送終了まで花王一社提供であった。改編期（春季・秋季・年末年始）にこの枠を休止して特別番組を組む場合、花王以外のスポンサーが付く場合もある。

### 評価
- 2010年2月10日、当番組で取り上げている横峯吉文が園長を務める「ヨコミネ式保育園」の様子を追いかけてきた当番組のディレクター伊藤嘉彦が、この作品によって、「第11回ヤング映像クリエーターを励ます賞」にて最優秀賞にあたる「経済産業大臣奨励賞」を受賞した[8]。
- 2010年8月18日に「エチカの鏡 Presents ヨコミネ式教育白書 〜すべての子どもは天才である〜」が視聴者からの反響により、DVD化されることが決定し、前・後編（2巻）に分けて同時発売されることが、2010年7月18日放送分のエンディング部分にて紹介された。
  - 発売日当日に特別にお台場フジテレビで夏休みに開催されているお台場合衆国にて、横峯吉文が子育て相談を開催した[9]。

## 関連商品

### 書籍
当番組で取り上げられた『エチカ』（生き方）が、それぞれの人物の単行本やDVDとして出版・販売されている。本の表紙の帯には『エチカの鏡』で紹介!!、『エチカの鏡』で大好評!!などと書かれている。
久保田競・久保田カヨ子
- 『すぐれた脳に育てる手と指の実践トレーニング33』（BL出版、2002年11月26日） ISBN 978-4892385414
- 『赤ちゃんの脳を育む本』（主婦の友社、2007年8月11日） ISBN 978-4072568866
- 『最高権威が語る! 図解 脳を良くする小さな習慣』（アスキー、2007年10月18日） ISBN 978-4756150127
- 『幼児の育脳教育』（城南進学研究社、2008年12月26日） ISBN 978-4990446406
- 『2〜3才からの脳を育む本 おうちで出来るカリキュラム満載』（主婦の友社、2009年3月10日） ISBN 978-4072654194
- 『天才脳をつくる0歳教育』（大和書房、2009年9月5日） ISBN 978-4479920175
- 『天才脳を育てる1歳教育〜まだ間に合う久保田メソッド〜』（大和書房、2009年12月19日） ISBN 978-4479920243
- 『くぼたのうけん公式ガイドブック 自宅でできる!赤ちゃん育脳』（祥伝社、2010年1月29日） ISBN 978-4396695019
- 『育脳家族 家族みんなで頭が良くなる本』（エヌティティ出版、2010年2月11日） ISBN 978-4757160484
- 『もっとバカはなおせる 最新脳科学で頭が良くなる、才能が目覚める、長生き健康になる!』（アスキー・メディアワークス、2010年3月25日） ISBN 978-4048685009
- 『脳科学おばあちゃん 久保田カヨ子先生の誕生から歩くまで 0〜1才 脳を育むふれあい育児』（主婦の友生活シリーズ・ムック、主婦の友社、2010年4月1日） ISBN 978-4072707685
- 『脳科学おばあちゃん 久保田カヨ子先生の脳を育むふれあい育児』（主婦の友社、2010年4月1日） ISBN 978-4072707685

横峯吉文
- 『天才は10歳までにつくられる、読み書き、計算、体操の「ヨコミネ式」で子供は輝く!』（ゴルフダイジェスト社、2007年4月13日） ISBN 978-4772840774
- 『ヨコミネ式 子供が天才になる4つのスイッチ』（日本文芸社、2009年10月8日） ISBN 978-4537257038
- 『DVDでわかるヨコミネ式 子供が天才になる 4つのスイッチ』（日本文芸社、2009年11月28日） ISBN 978-4537257151
- 『小学生の学力を伸ばす本』（宝島社、2010年1月9日） ISBN 978-4796675765
- 『「ヨコミネ式」天才づくりの教科書 いますぐ家庭で使える「読み・書き・計算」の教材』（講談社、2010年1月15日） ISBN 978-4062158862
- 『エチカの鏡 Presents ヨコミネ式教育白書 〜すべての子どもは天才である〜』（2010年8月18日、前・後編（2巻）DVD）

平林都
- 『平林都の接遇道』（大和書房、2009年11月20日） ISBN 978-4479792819

清水克衛
- 『駆け込み本屋』（サンガ、2009年4月24日） ISBN 978-4904507209

羽林由鶴
- 『私に恋愛はムリ!と思ったときに読む本』（主婦の友社、2009年11月11日） ISBN 978-4072706794
- 『ありのままでいいんだよ! あなたが素敵な男性をひきつけて、恋愛上手になっちゃう方法』（主婦の友社、2010年1月27日）ISBN 978-4072707975

三浦由紀江
- 『1年で駅弁売上を5000万アップさせたパート主婦が明かす奇跡のサービス』（ダイヤモンド社、2009年11月20日） ISBN 978-4478009628

西田文郎
- 『かもの法則 脳を変える究極の理論』（現代書林、2009年7月14日） ISBN 978-4774511986

重田みゆき
- 『人は0.5秒で選ばれる! チャンスが20』（ダイヤモンド社、2008年11月14日） ISBN 978-4478006580

### DVD
横峯吉文
- 『エチカの鏡 Presents ヨコミネ式教育白書 〜すべての子どもは天才である〜』（2010年8月18日、前・後編（2巻）、演出：塩谷亮、伊藤嘉彦）